# Extension radicielle
Dans la théorie des extensions de corps, à l'opposé des extensions algébriques séparables, il existe les extensions radicielles. C'est un phénomène spécifique à la caractéristique positive et qui apparaît naturellement avec les corps de fonctions en caractéristique positive. 

## Définition
Soit {\displaystyle L/K} une extension de corps de caractéristique {\displaystyle p>0}. Un élément {\displaystyle x} de {\displaystyle L} est dit radiciel sur {\displaystyle K} s'il existe un entier {\displaystyle n>0} tel que {\displaystyle x^{p^{n}}\in K}. Une extension (algébrique) {\displaystyle L/K} est une extension radicielle si tout élément de {\displaystyle L} est radiciel sur {\displaystyle K}.
Une extension radicielle est aussi appelée une extension purement inséparable, qui est plus proche de la terminologie anglophone purely inseparable extension. Le terme radiciel reflète le fait que tout élément est une racine d'un élément de {\displaystyle K} (cette propriété caractérise d'ailleurs les extensions radicielles parmi les extensions algébriques quelconques).
Une extension radicielle L/K est de hauteur m si, pour tout élément x de L, on a {\displaystyle x^{p^{m}}\in K} et si m est minimal pour cette propriété. Toute extension radicielle finie est de hauteur finie.

## Exemples
- Si {\displaystyle a\in K} est un élément qui n'est pas une puissance {\displaystyle p}-ième dans {\displaystyle K}, alors le polynôme {\displaystyle X^{p}-a\in K[X]} est irréductible, son corps de rupture (égal au corps de décomposition ici) est une extension radicielle de {\displaystyle K} de degré {\displaystyle p}.
- Soit {\displaystyle L} un corps de caractéristique {\displaystyle p}. Soit {\displaystyle n} un entier naturel. Alors l'ensemble {\displaystyle L^{p^{n}}} des éléments de la forme {\displaystyle x^{p^{n}}} est un sous-corps de {\displaystyle L} et {\displaystyle L/L^{p^{n}}} est une extension algébrique radicielle (qui n'est pas nécessairement de degré fini).
- Soit {\displaystyle K(X)} le corps des fractions rationnelles à une variable sur un corps parfait {\displaystyle K}. Alors {\displaystyle K(X^{1/p})}  est une extension radicielle de degré {\displaystyle p} sur {\displaystyle K(X)} et c'est l'unique extension radicielle de {\displaystyle K(X)} de degré {\displaystyle p}. Il en résulte que toute extension radicielle de {\displaystyle K(X)} est isomorphe à un corps des fractions rationnelles {\displaystyle K(X^{1/p^{d}})}.
- En revanche, {\displaystyle K(X,Y)} a plusieurs extensions radicielles de degré {\displaystyle p} non isomorphes entre elles (en tant qu'extensions de {\displaystyle K(X,Y)}).

## Propriétés
- Une extension radicielle finie est nécessairement de degré une puissance de {\displaystyle p}.
- Le polynôme minimal d'un élément radiciel est de la forme {\displaystyle X^{p^{n}}-a}.
- Si {\displaystyle L/K} est une extension radicielle, alors tout homomorphisme de {\displaystyle K} dans un corps parfait {\displaystyle F} s'étend de façon unique en un homomorphisme {\displaystyle L\to F}. En particulier, si {\displaystyle F} contient {\displaystyle L} (par exemple si c'est une clôture algébrique de {\displaystyle L}), alors tout {\displaystyle K}-homomorphisme de {\displaystyle L} dans {\displaystyle F} est égal à l'identité sur {\displaystyle L} composée avec l'inclusion canonique {\displaystyle L\subseteq F}.
- Une extension radicielle de degré fini se décompose en une succession d'extensions radicielles de degré {\displaystyle p}.
- Une clôture algébrique {\displaystyle \Omega } de {\displaystyle K} est radicielle sur la clôture séparable de {\displaystyle K} contenue dans {\displaystyle \Omega }.

## Clôture radicielle
Si l'on fixe une clôture algébrique {\displaystyle \Omega } de {\displaystyle K}, l'ensemble des éléments de {\displaystyle \Omega } radiciels sur {\displaystyle K} forment une extension radicielle de {\displaystyle K}, appelée clôture radicielle de {\displaystyle K}. C'est un corps parfait. Toutes les clôtures radicielles de {\displaystyle K} sont isomorphes entre elles.  
Par exemple, si {\displaystyle K} est un corps parfait de caractéristique {\displaystyle p>0}, la clôture radicielle du corps des fractions rationnelles {\displaystyle K(X)} est la réunion (dans une clôture algébrique de {\displaystyle K(X)}) des extensions {\displaystyle K(X^{1/p^{n}})} pour {\displaystyle n} parcourant les entiers naturels.

## Applications aux extensions algébriques
Théorème — 
Soit {\displaystyle L/K} une extension algébrique avec {\displaystyle K} de caractéristique {\displaystyle p>0}. Alors il existe une unique sous-extension {\displaystyle E/K} de {\displaystyle L} telle que {\displaystyle E/K} soit séparable et que {\displaystyle L/E} soit radicielle. De plus, {\displaystyle E} est exactement la clôture séparable de {\displaystyle K} dans {\displaystyle L}.
Remarques
- Le degré de l'extension {\displaystyle L/E} est appelé le degré d'inséparabilité de l'extension {\displaystyle L/K}.
- En général on ne peut pas décomposer {\displaystyle L/K} en une extension radicielle {\displaystyle F/K} et une extension séparable {\displaystyle L/F}[1]. Mais si {\displaystyle L/K} est une extension finie normale, alors c'est une extension galoisienne d'une extension radicielle de {\displaystyle K}. Ici l'extension radicielle n'est autre le sous-corps des éléments de  {\displaystyle L} invariants par le groupe des  {\displaystyle K}-automorphismes de  {\displaystyle L}.
- Un corps est parfait si et seulement s'il n'a pas d'extension radicielle autre que lui-même.
- Un corps de fonctions en caractéristique positive en au moins une variable n'est jamais parfait.
- Contrairement aux extensions finies séparables, une extension radicielle finie n'admet pas nécessairement d'élément primitif. Par exemple, l'extension {\displaystyle K(X^{1/p},Y^{1/p})} du corps des fractions rationnelles {\displaystyle K(X,Y)} nécessite deux générateurs[2].

## Liens avec le Frobenius
L'endomorphisme de Frobenius d'un anneau A de caractéristique p est donné par x ↦ xp. Si K est un corps de caractéristique p, alors le Frobenius K → K induit une extension radicielle de hauteur 1. C'est l'extension K de Kp (l'ensemble des puissances p-ièmes des éléments de K) ou l'extension K1/p (l'ensemble des racines p-ièmes des éléments de K dans une clôture algébrique de K) de K.  
Inversement, toute extension radicielle L/K de hauteur 1 est contenue dans K1/p.

## Géométrie algébrique
Un morphisme de schémas {\displaystyle f:X\to Y} est dit radiciel si pour tout corps K, l'application {\displaystyle X(K)\to Y(K)} est injective. Cela revient à dire que f est injective et que pour tout point x de X, l'extension des corps résiduels {\displaystyle k(x)/k(f(x))} est radicielle. 
On dit que f est un homéomorphisme universel si pour tout Y-schémas Z, le morphisme {\displaystyle X\times _{Y}Z\to Z} obtenu par changement de base est un homéomorphisme. Un morphisme fini surjectif et radiciel est un homéomorphisme universel,  et l'inverse est vraie si de plus f est de présentation finie.
Si A est une variété abélienne supersingulière sur un corps de caractéristique p, le morphisme de multiplication par p sur A est un morphisme radiciel.